# Akademia Dobra i Zła (film)
Akademia Dobra i Zła (ang. The School for Good and Evil) – amerykański film fantasy z 2022 roku w reżyserii Paula Feiga, zrealizowany na podstawie serii książek autorstwa Somana Chainaniego. W głównych rolach wystąpiły Sophia Anne Caruso i Sofia Wylie. Film miał premierę 19 października 2022 roku za pośrednictwem platformy Netflix.

## Fabuła
Sophie i Agatha żyją wspólnie w Gavaldonie, gdzie są najlepszymi przyjaciółkami. Pewnego dnia obie trafiają do Akademii Dobra i Zła, gdzie pierwsza z dziewczyn spodziewa się trafić na drogę wychowania do zostania królewną, a druga z nich przewiduje dla siebie zostanie kandydatką na wiedźmę. Dochodzi jednak do odwrotnej sytuacji i obie z dziewczyn zmuszone są upewnić się, czy aby na pewno dobrze postrzegały swoją naturę, przy czym ich przyjaźń zostanie poddana ciężkiej próbie.

## Obsada
- Sophia Anne Caruso jako Sophie
- Sofia Wylie jako Agatha
- Charlize Theron jako Lady Lesso
- Kerry Washington jako profesor Dovey
- Laurence Fishburne jako dyrektor szkoły
- Michelle Yeoh jako profesor Anemone
- Patti LuPone jako pani Deauville
- Kit Young jako Rafal
- Earl Cave jako Hort
- Jamie Flatters jako Tedros
- Briony Scarlett jako Reena
- Freya Parks jako Hester
- Emma Lau jako Kiko
- Demi Isaac Oviawe jako Anadil
- Kaitlyn Akinpelumi jako Dot
- Cate Blanchett jako narrator[1]

## Odbiór

### Reakcja krytyków
Film spotkał się z negatywną reakcją krytyków. W agregatorze recenzji Rotten Tomatoes 38% z 65 recenzji uznano za pozytywne, a średnia ocen wyniosła 4,9 na 10. Z kolei w agregatorze Metacritic średnia ważona ocen z 17 recenzji wyniosła 30 punktów na 100.